# Robot da cucina

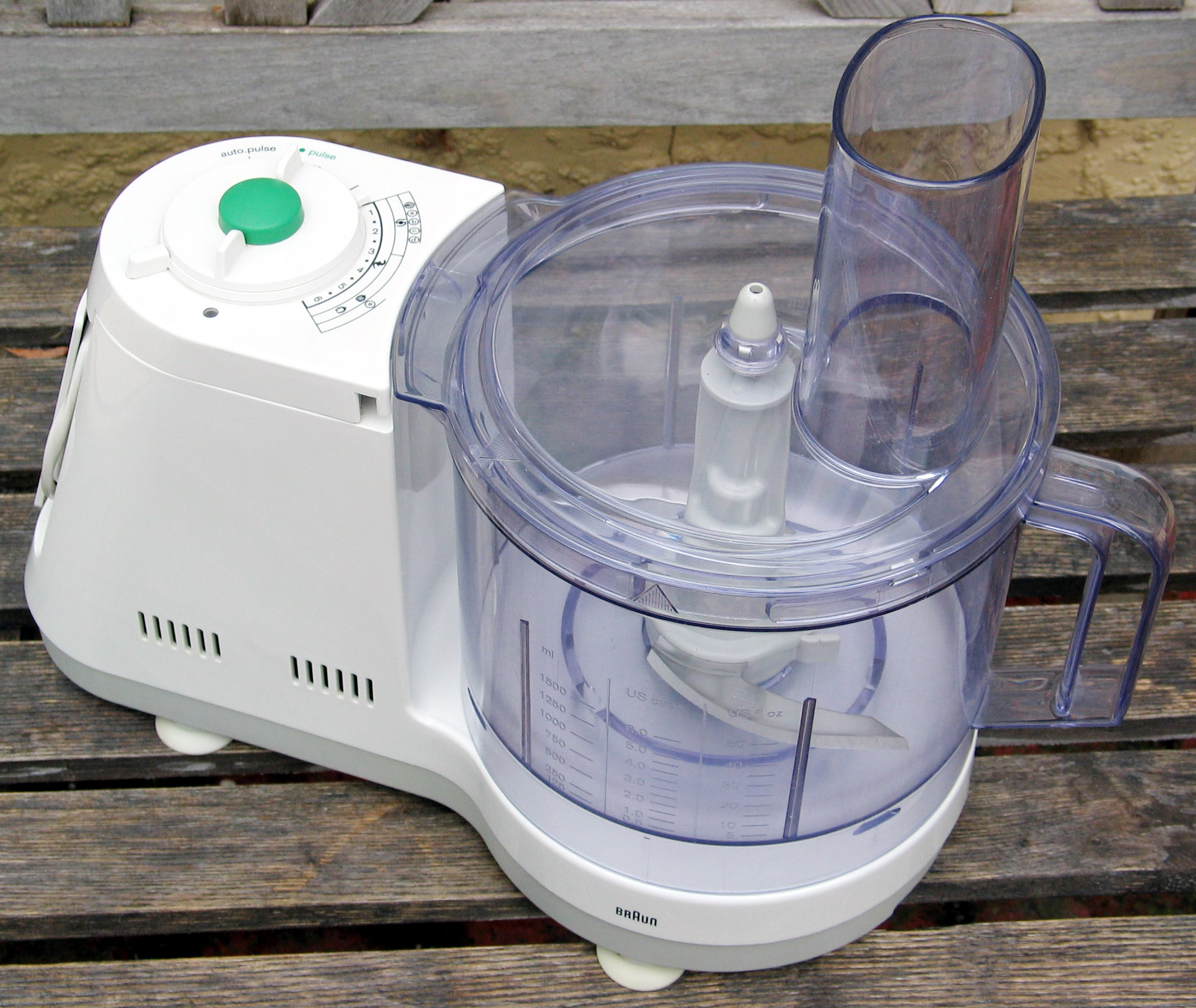
Un robot da cucina

Il robot da cucina è un elettrodomestico che semplifica e velocizza la preparazione dei cibi.
I robot da cucina sono oggetti multifunzione, in grado, ad esempio, di frullare, impastare e tritare gli alimenti. Ne esistono di due tipi: quelli nei quali la maggior parte delle funzioni viene svolta all'interno di una ciotola e quelli dotati di diversi accessori.

## Storia
Sebbene l'azienda tedesca Starmix rivendichi l'invenzione del robot da cucina, da essa lanciato nel 1948, l'Enciclopedia Britannica afferma che il primo vero elettrodomestico di questo tipo fu Le Magi-Mix del francese Pierre Verdon, esposto a Parigi nel 1971, nato come versione casalinga del suo precedente Robot-Coupe, che era destinato ai ristoranti. Successivamente, lo statunitense avrebbe affinato l'invenzione di Verdon dando vita al Cuisinart, esibito a Chicago nel 1973 e destinato ad avere grande successo.